# M&M's
M'erne i M&M's står for Mars og Murrie. Forrest Mars Senior og Bruce Murrie. Chokolade pastillerne blev udviklet i et samarbejde mellem Mars candy company og Bruce Murrie.
M&M's er små knapper af mælkechokolade produceret af det amerikanske selskab Mars. Produktet blev lanceret i USA i 1941 efter at Forrest Mars Sr., søn af Frank C. Mars, lagde mærke til spanske soldater, som spiste små chokoladeknapper, dækket af sukker, under den spanske borgerkrig.